# Митрополит зетски Вавила
Митрополит зетски Вавила је био митрополит зетски у периоду од 1494. — 1520. године.
У писаним докумантима први пут се помиње 1484. године уз митрополита зетског Висариона, вероватно као његов викарни епископ. Обојица су поменути „и у повељи Ивана Црнојевића, новом сједишту Зетске митрополије, манастиру Св. Богородице на Цетињу, од 5. јануара 1485. године“. Као митрополит, Вавила се помиње у Октоиху првогласнику 1494. године, првој штампаној књизи Јужних Словена. За његово време је јеромонах Макарије штампао Октоих осмогласник 1493–1494, као и зборник у Млецима 1495. године.
Од старих црквенословенских штампаних књига, архиепископ и митрополит зетски Вавила могао је и вероватно имао удела, у следећим делима:
1. ЧАСЛОВАЦ, штампао у Млецима Андрија Торесански и свршио га 13. марта 1493. године. Једини до сад познати примерак ове књиге налази се у Градској библиотеци у Нирнбергу. Библиографски податак о другој књизи у којој је изричито споменут архиепископ и митрополит зетски Вавила, (а коју је пронашао у Типкарници Св. Саве у Кареји) објавио је архимандрит Нићифор Дучић у Старинама Југословенске академије заности и уметности у Загребу 
2. ЗБОРНИК ШТАМПАН У МЛЕЦИМА (7003=1495)(при Вавили, најстарији за који се до сада зна – У Типкарници Св. Саве у Кареји.)…“ Епископ шумадијски Сава Вуковић у свом делу „Српски јерарси“ наводи да је Вавила био митрополит зетски у времену од 1494. до 1520. године.
Његове мошти откривене су 80их година 20. века током археолошких ископавања на локалитету Цетињског манастира. Сахрањен је заједно са остацима тела још 22 митрополита, 20. јуна 2015. године. Свету заупокојену литургију служили су Архиепископ цетињски Митрополит црногорско-приморски Господин Амфилохије и Архиепископ михаловско-кошицки Православне цркве чешких и словачких земаља Господин Георгије са свештенством.